# Камель, Махди
Махди Камель Шелтаг (англ. Mahdi Kamel Sheltagh; 6 января 1995, Багдад) — иракский футболист, полузащитник клуба «Аш-Шорта» и сборной Ирака.

## Карьера

### Клубная карьера
Воспитанник багдадских клубов «Аль-Кува» и «Аш-Шорта». С 2011 года выступает за взрослую команду «Аш-Шорта» в чемпионате Ирака. В сезонах 2012/13 и 2013/14 вместе со своим клубом становился чемпионом страны, а в 2014 и 2015 годах участвовал в матчах Кубка АФК.

### Карьера в сборной
В составе юношеской (U19) сборной Ирака стал серебряным призёром юношеского чемпионата Азии-2012. В 2013 году принимал участие в чемпионате мира среди молодёжи, сыграл во всех семи матчах и забил один гол в игре группового этапа в ворота сборной Чили, по итогам турнира стал полуфиналистом.
В 2013 году в составе молодёжной (U23) сборной страны стал победителем чемпионата Азии. В 2014 году в составе этой же команды участвовал в Азиатских играх и стал бронзовым призёром, приняв участие во всех семи матчах. В 2016 году стал бронзовым призёром очередного молодёжного чемпионата Азии, принял участие в пяти матчах и забил гол на групповой стадии в ворота Узбекистана.
В национальной сборной Ирака дебютировал 14 августа 2013 года в игре против Чили, вышел в стартовом составе и был заменён в перерыве, его команда уступила 0:6. Принимал участие в Кубке Азии-2015, где сыграл в двух матчах — полуфинале и игре за третье место, оба матча были иракцами проиграны. Также принимал участие в чемпионате Западной Азии. Первый гол за сборную забил 24 марта 2016 года в игре против Таиланда.